# Storms (fiume)
Il fiume Storms è un fiume situato nella provincia del Capo Orientale del Sudafrica. La foce del fiume si trova nel Parco nazionale Tsitsikamma.